# Eupithecia melaena
Eupithecia melaena är en fjärilsart som beskrevs av Karl Dietze 1913. Eupithecia melaena ingår i släktet Eupithecia och familjen mätare. Inga underarter finns listade i Catalogue of Life.